# Chonmage

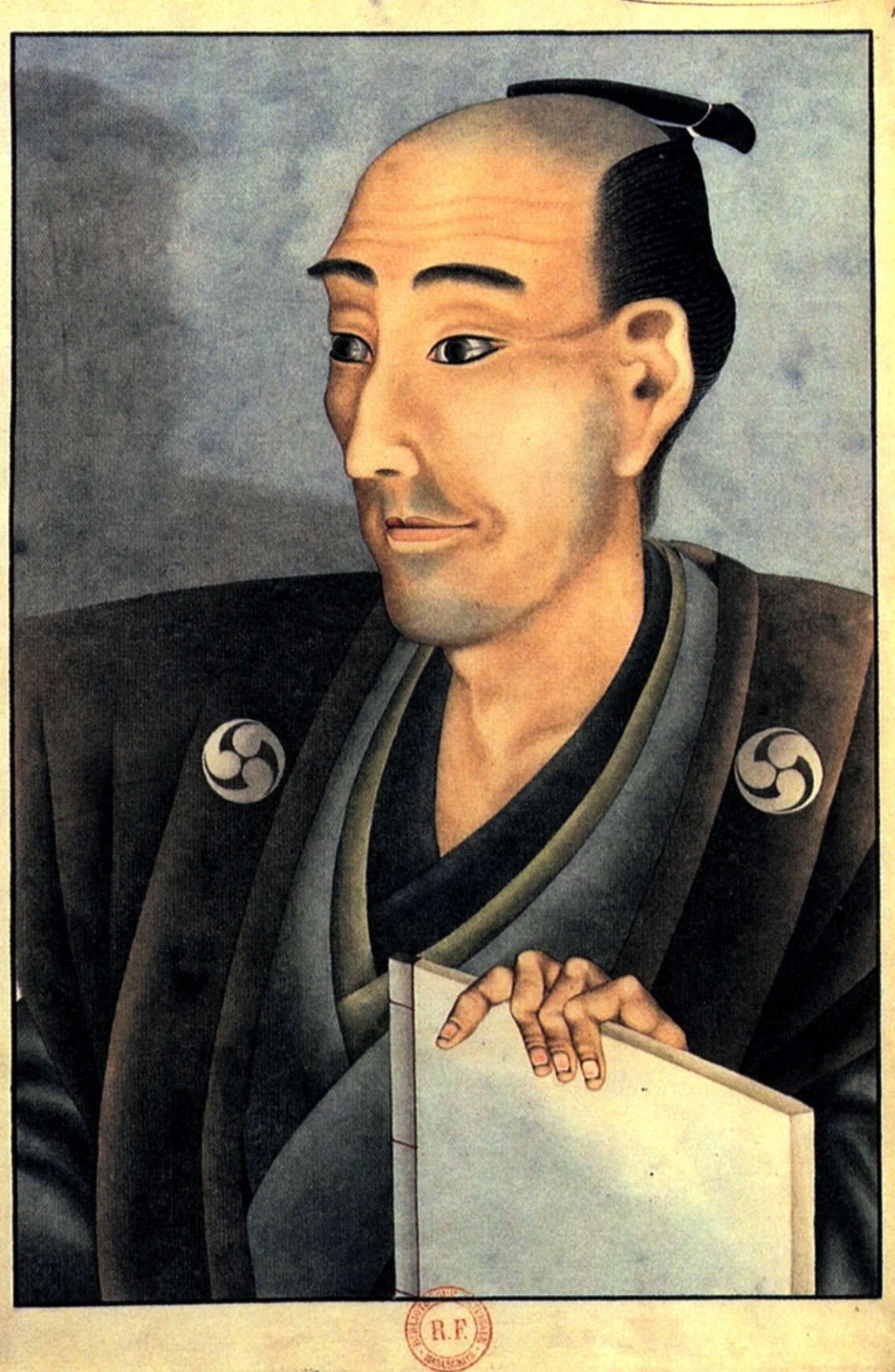
Uomo con chonmage risalente al periodo Edo ritratto da Katsushika Hokusai

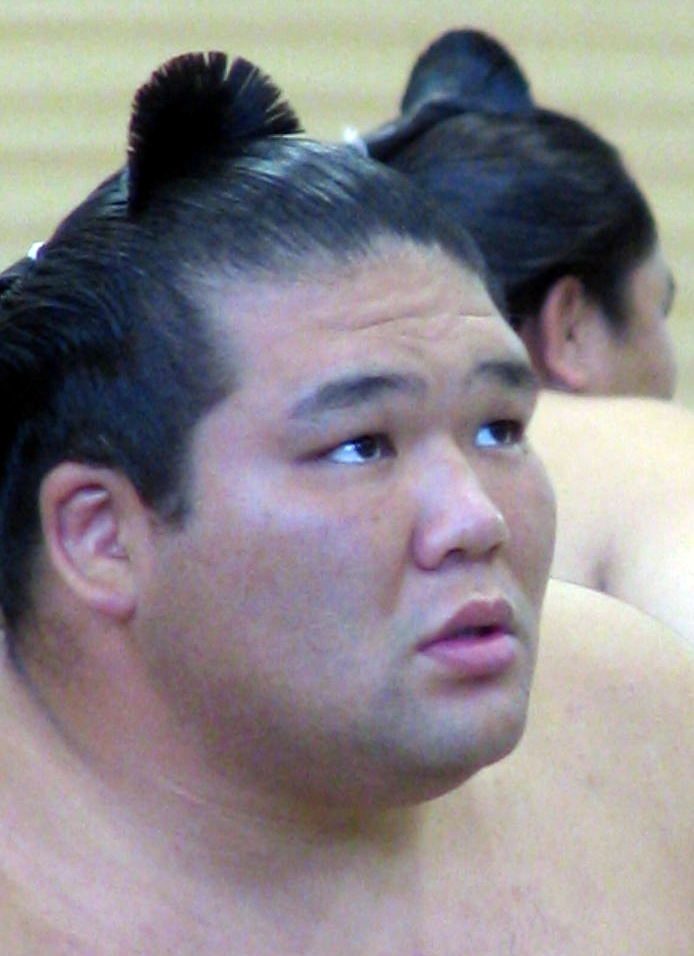
Lottatore di sumo con il Chonmage in stile "Oicho"

Il chonmage (丁髷 o 丁髷 o ちょんまげ?) è un tipo di acconciatura tradizionale giapponese per uomo.  È più comunemente associata con il periodo Edo e con i samurai e, in tempi recenti, con i lottatori di sumo. Originariamente era un metodo utilizzato dai samurai per mantenere stabile l'elmo in battaglia, divenendo in seguito uno status symbol nella società giapponese.
Il chonmage tradizionale del periodo Edo si caratterizzava per un taglio che lasciava rasata la fronte con i rimanenti capelli che, lunghi, venivano unti e legati a formare una piccola coda di cavallo che si ripiegava sulla sommità della testa con il ciuffo caratteristico.
Al giorno d'oggi gli unici rimasti a portare il chonmage sono i lottatori di sumo.  Questo stile di chonmage è leggermente differente, in quanto la fronte non è più rasata, e i capelli possono essere appiattiti in questa regione per consentire al ciuffo di poggiarsi più ordinatamente.
I lottatori di sumo sekitori possono, in certe occasioni, acconciare i propri capelli con un ciuffo più elaborato che prende il nome di oicho o stile a foglia di ginkgo, in cui la parte terminale del ciuffo si apre formando un semicerchio. Data l'unicità dello stile, la Sumo Association impiega parrucchieri specializzati chiamati tokoyama per tagliare e pettinare i capelli dei rikishi.
Il chonmage ha una tale importanza simbolica nel sumo che l'atto del tagliare il ciuffo è un momento cruciale nella cerimonia del ritiro di un lottatore.